# Chad Lefkowitz-Brown
Chad Lefkowitz-Brown, dit Chad LB (né le 8 septembre 1989), est un saxophoniste américain basé à New York, reconnu pour son travail en tant que soliste dans les genres du jazz et de la pop. Il a été membre de l’Afro Latin Jazz Orchestra (ALJO), formation récompensée par plusieurs Grammy Awards, et a tourné avec la chanteuse de pop Taylor Swift. Réputé pour sa virtuosité, sa rapidité et la complexité de ses lignes en improvisation jazz, il est également pédagogue et enseigne en tant qu’artiste invité au sein du programme Roots, Jazz and American Music du San Francisco Conservatory,,.